# Liga Dominicana de Fútbol 2021
La Liga Dominicana de Fútbol 2021 fue la edición número VII de la LDF.
Comenzó el 17 de abril  y finalizó el 31 de octubre.

## Sistema de competición
El torneo de la Liga Dominicana de Fútbol, estará conformado en tres partes:
- Temporada Regular: Se jugará un sistema de todos contra todos. Cada equipo disputará un total de 9 partidos en campo propio y campo contrario, haciendo un total de 18 jornadas. Los 6 mejores equipos al final de la Temporada Regular avanzarán a la Liguilla.

El orden de clasificación de los equipos, se determinará en una tabla de cómputo general, de la siguiente manera:
- 1) Mayor cantidad de puntos;
- 2) Mayor diferencia de goles a favor; en caso de igualdad;
- 3) Mayor cantidad de goles convertidos; en caso de igualdad;
- 4) Mayor cantidad de goles de visita marcados; en caso de igualdad;
- 5) Menor cantidad de tarjetas rojas recibidas; en caso de igualdad;
- 6) Menor cantidad de tarjetas amarillas recibidas; en caso de igualdad;
- 7) Sorteo.

- Liguilla: Los 6 equipos clasificados de la Temporada Regular jugarán un sistema de todos contra todos. Cada equipo disputará un total de 5 partidos en campo propio y campo contrario, haciendo un total de 10 jornadas. Los 4 mejores equipos al final de la Liguilla avanzarán a los Play-offs. El orden de clasificación será igual al de la Temporada Regular.

- Play-offs: Se jugará un sistema de eliminación, el primer lugar de la Liguilla enfrentará al cuarto lugar y el segundo enfrentará al tercero. Ambas llaves se jugarán a doble partido y los vencedores avanzarán a la Gran Final que también se disputará a doble partido.

### Clasificación para competiciones internacionales
El campeón y subcampeón de la Gran Final tendrán un cupo al Campeonato de Clubes de la CFU

## Equipos participantes
Un total de 10 equipos disputarán el Torneo 2021.

### Equipos por provincia
| Provincia         | N.º | Equipos                           |
| ----------------- | --- | --------------------------------- |
| Distrito Nacional | 2   | Club Atlético Pantoja y O&M FC    |
| La Vega           | 2   | Atlético Vega Real y Jarabacoa FC |
| Duarte            | 1   | Club Atlético San Francisco       |
| Espaillat         | 1   | Moca FC                           |
| La Romana         | 1   | Delfines del Este FC              |
| Puerto Plata      | 1   | Atlántico FC                      |
| San Cristóbal     | 1   | Atlético San Cristóbal            |
| Santiago          | 1   | Cibao FC                          |

### Información de los equipos
| Equipo                 | Entrenador (Inicio Temporada)       | Ciudad                                   | Estadio                              | Capacidad | Fundación      | Patrocinadores (En uniforme)     | Proveedor Uniforme |
| ---------------------- | ----------------------------------- | ---------------------------------------- | ------------------------------------ | --------- | -------------- | -------------------------------- | ------------------ |
| Atlántico FC           | Miguel Ángel Acosta                 | San Felipe de Puerto Plata, Puerto Plata | Leonel Plácido                       | 2,000     | 2014 (11 años) | Ocean World Farmacia Popular     | Batú Wear          |
| Atlético Pantoja       | Matías Mazmud                       | Santo Domingo, Distrito Nacional         | Olímpico Félix Sánchez               | 27,000    | 1999 (26 años) | Banco BHD León Laboratorios Rowe | Walon Sport        |
| Atlético San Cristóbal | Carlos Eduardo Otero Lobato         | San Cristóbal, San Cristóbal             | Panamericano                         | 2,800     | 2014 (11 años) | Loncin Holdings                  | Batú Wear          |
| Atlético San Francisco | Jeison Santiago Miranda             | San Francisco de Macorís, Duarte         | Complejo Deportivo Juan Pablo Duarte |           | 2018 (7 años)  | TBA                              | Batú Wear          |
| Atlético Vega Real     | Nahuel Bernabei                     | Concepción de La Vega, La Vega           | Olímpico de La Vega                  | 7,000     | 2014 (10 años) | Angloamericana de Seguros Alaver | LAF Sport          |
| Cibao FC               | Jorge Alfonso                       | Santiago de los Caballeros, Santiago     | Cibao FC                             | 10,000    | 2014 (11 años) | Banreservas                      | Adidas             |
| Delfines del Este FC   | Javier Molinari                     | La Romana, La Romana                     | Complejo Deportivo de La Romana      | 1,200     | 2014 (11 años) | No tiene                         | Bee Sport          |
| Jarabacoa FC           | Wilkenson Saint Louis Pierre (Pelé) | Jarabacoa, La Vega                       | Olímpico de La Vega                  | 7,000     | 1986 (39 años) | Banreservas QA Company SRL       | Batú Wear          |
| Moca FC                | Edward Acevedo                      | Moca, Espaillat                          | Polideportivo Moca 85                | 4,000     | 1971 (54 años) | Pets                             | ZYNK SPORTSWEAR    |
| O&M FC                 | Rufino Sotolongo Reyes              | Santo Domingo, Distrito Nacional         | Olímpico Félix Sánchez               | 27,000    | 1974 (51 años) | Universidad Dominicana O&M       | HEB                |

Datos actualizados al 3 de febrero de 2021.

## Entrenadores
| Equipo                 | Entrenador                  | Período                         |
| ---------------------- | --------------------------- | ------------------------------- |
| Atlético Pantoja       | Matías Mazmud               | 1.° - 5.° (Fase Clasificación)  |
| Atlético Pantoja       | David Gonzalez              | 6.° - Act.                      |
| Atlético San Cristobal | Carlos Eduardo Otero Lobato | 1.° - 3.° (Fase Clasificación)  |
| Atlético San Cristobal | Miguel Salazar              | 4.° - 18.°                      |
| Atlético San Francisco | Jeison Santiago Miranda     | 1.° - 11.° (Fase Clasificación) |
| Atlético San Francisco | Wuiswell Isea               | 11.° - 18.° (Interinato)        |
| Atlantico FC           | Miguel Ángel Acosta         | 1.° - 11.° (Fase Clasificación) |
| Atlantico FC           | Walter Benítez              | 11.° - 18.° (Interinato)        |
| Atletico Vega Real     | Nahuel Bernabei             | 1.° - 4.° (Fase Liguilla)       |
| Atletico Vega Real     | Edward Acevedo              | 6.° - Act. (Fase Liguilla)      |
| Moca FC                | Edward Acevedo              | 1.° - 5.° (Fase Liguilla)       |
| Moca FC                | Wuiswell Isea               | 6.° - Act. (Interinato)         |

## Fase de clasificación
| Pos. | Equipo                 | Pts. | PJ | G  | E | P  | GF | GC | Dif. | Clasificación 2022 |
| ---- | ---------------------- | ---- | -- | -- | - | -- | -- | -- | ---- | ------------------ |
| 1    | Cibao FC               | 44   | 18 | 13 | 5 | 0  | 32 | 8  | +24  | Liguilla           |
| 2    | Atlético Pantoja       | 34   | 18 | 10 | 4 | 4  | 34 | 17 | +17  | Liguilla           |
| 3    | Moca FC                | 29   | 18 | 8  | 5 | 5  | 26 | 13 | +13  | Liguilla           |
| 4    | O&M FC                 | 29   | 18 | 8  | 5 | 5  | 26 | 17 | +9   | Liguilla           |
| 5    | Jarabacoa FC           | 26   | 18 | 6  | 8 | 4  | 20 | 21 | −1   | Liguilla           |
| 6    | Atlético Vega Real     | 24   | 18 | 7  | 3 | 8  | 26 | 26 | 0    | Liguilla           |
| 7    | Delfines del Este FC   | 17   | 18 | 5  | 2 | 11 | 20 | 40 | −20  |                    |
| 8    | Atlético San Cristóbal | 16   | 18 | 4  | 4 | 10 | 15 | 27 | −12  |                    |
| 9    | Atlántico FC           | 14   | 18 | 3  | 5 | 10 | 22 | 26 | −4   |                    |
| 10   | Atlético San Francisco | 10   | 18 | 3  | 1 | 14 | 15 | 41 | −26  | Último lugar       |

Actualizado a los partidos jugados el 25 de julio de 2021.
 Fuente: Soccerway

### Evolución de posiciones
| Equipo / Fecha         | 1   | 2   | 3   | 4   | 5   | 6    | 7   | 8   | 9   | 10  | 11  | 12  | 13   | 14 | 15 | 16 | 17 | 18 |
| ---------------------- | --- | --- | --- | --- | --- | ---- | --- | --- | --- | --- | --- | --- | ---- | -- | -- | -- | -- | -- |
| Cibao FC               | 3°  | 3°  | 1°  | 1°  | 1°  | 1°   | 1°  | 1°  | 1°  | 1°  | 1°  | 1°  | 1°   |    |    |    | —  | —  |
| Moca FC                | 2°  | 2°  | 5°  | 5°  | 5°  | 5°   | 3°  | 3°  | 2°  | 3°  | 2°  |     |      | —  | —  | —  | —  | —  |
| O&M FC                 | 4°  | 4°  | 2°  | 2°  | 3°  | 3°   | 4°  | 4°  | 4°  | 2°  | 3°  |     |      | —  | —  | —  | —  | —  |
| Jarabacoa FC           | 6°  | 5°  | 6°  | 6°  | 6°  | 6°   | 7°  | 7°  | 5°  | 5°  | 4°  |     | —    | —  | —  | —  | —  | —  |
| Atlético Vega Real     | 4°  | 6°  | 4°  | 4°  | 2°  | 2°   | 2°  | 2°  | 3°  | 4°  | 5°  |     | —    | —  | —  | —  | —  | —  |
| Delfines del Este FC   | 1°  | 1°  | 3°  | 3°  | 4°  | 4°   | 5°  | 5°  | 7°  | 6°  | 6°  | —   | —    | —  | —  | —  | —  | —  |
| Atlético Pantoja       | 7°  | 8°  | 7°  | 8°  | 9°  | 9°   | 9°  | 9°  | 9°  | 8°  | 7°  | —   | —    | —  | —  | —  | —  | —  |
| Atlético San Cristóbal | 9°  | 9°  | 10° | 9°  | 7°  | 7°   | 8°  | 8°  | 8°  | 9°  | 8°  | —   | —    | —  | —  | —  | —  | —  |
| Atlántico FC           | 7°  | 7°  | 8°  | 7°  | 8°  | 8°   | 6°  | 6°  | 6°  | 7°  | 9°  | —   | —    | —  | —  | —  | —  | —  |
| Atlético San Francisco | 10° | 10° | 9°  | 10° | 10° | 10 ° | 10° | 10° | 10° | 10° | 10° | 10° | 10 ° | —  | —  | —  | —  | —  |

### Fixture

#### Primera vuelta
| Fecha                | Lugar            |                        |  | Resultado |  |                        |
| -------------------- | ---------------- | ---------------------- |  | --------- |  | ---------------------- |
| 16 de abril del 2021 | Santiago         | Cibao FC               |  | 3 - 2     |  | Jarabacoa FC           |
| 17 de abril del 2021 | San Cristóbal    | Delfines del Este      |  | 5 - 1     |  | Atlético San Francisco |
| 17 de abril del 2021 | La Vega          | Atlético Vega Real     |  | 2 - 1     |  | Atlántico FC           |
| 18 de abril del 2021 | Moca             | Moca FC                |  | 2 - 0     |  | Atlético San Cristóbal |
| 19 de abril del 2021 | Santo Domingo    | O&M FC                 |  | 2 - 1     |  | Club Atlético Pantoja  |
| 23 de abril del 2021 | Santo Domingo    | Club Atlético Pantoja  |  | 0 - 2     |  | Moca FC                |
| 24 de abril del 2021 | San Cristóbal    | Atlético San Cristóbal |  | 1 - 3     |  | Cibao FC               |
| 24 de abril del 2021 | [[]]             | Atlético San Francisco |  | 0 - 2     |  | O&M FC                 |
| 25 de abril del 2021 | Santiago         | Atlántico FC           |  | 0 - 1     |  | Delfines del Este      |
| 25 de abril del 2021 | La Vega          | Jarabacoa FC           |  | 2 - 1     |  | Atlético Vega Real     |
| 30 de abril del 2021 | [Santo Domingo]] | O&M FC                 |  | 1 - 0     |  | Atlántico FC           |
| 1 de mayo de 2021    | [[]]             | Atlético San Francisco |  | 1 - 2     |  | Club Atlético Pantoja  |
| 1 de mayo de 2021    | La Vega          | Atlético Vega Real     |  | 3 - 0     |  | Atlético San Cristóbal |
| 2 de mayo de 2021    | Santiago         | Cibao FC               |  | 1 - 0     |  | Moca FC                |
| 2 de mayo de 2021    | San Cristóbal    | Delfines del Este      |  | 0 - 0     |  | Jarabacoa FC           |
| 7 de mayo de 2021    | Santiago         | Atlántico FC           |  | 3 - 1     |  | Atlético San Francisco |
| 8 de mayo de 2021    | Moca             | Moca FC                |  | 1 - 1     |  | Atlético Vega Real     |
| 8 de mayo de 2021    | San Cristóbal    | Atlético San Cristóbal |  | 1 - 1     |  | Delfines del Este      |
| 9 de mayo de 2021    | La Vega          | Jarabacoa FC           |  | 1 - 1     |  | O&M FC                 |
| 9 de mayo de 2021    | Santo Domingo    | Club Atlético Pantoja  |  | 0 - 2     |  | Cibao FC               |
| 14 de mayo de 2021   | San Cristóbal    | Atlético San Cristóbal |  | 2 - 1     |  | Club Atlético Pantoja  |
| 15 de mayo de 2021   | La Vega          | Jarabacoa FC           |  | 1 - 1     |  | Moca FC                |
| 15 de mayo de 2021   | [[]]             | Atlético San Francisco |  | 0 - 2     |  | Atlético Vega Real     |
| 16 de mayo de 2021   | Santiago         | Atlántico FC           |  | 0 - 1     |  | Cibao FC               |
| 30 de junio de 2021  | Santo Domingo    | O&M FC                 |  | 0 - 2     |  | Delfines del Este      |
| 21 de mayo de 2021   | San Cristóbal    | Atlético San Cristobal |  | 3 - 1     |  | Atlético San Francisco |
| 22 de mayo de 2021   | La Vega          | Jarabacoa FC           |  | 2 - 2     |  | Atlántico FC           |
| 23 de mayo de 2021   | Santo Domingo    | Club Atlético Pantoja  |  | 1 - 1     |  | Atlético Vega Real     |
| 16 de junio del 2021 | Moca             | Moca FC                |  | 2 - 1     |  | O&M FC                 |
| 16 de junio del 2021 | Santiago         | Cibao FC               |  | 2 - 0     |  | Delfines del Este      |
| 28 de mayo de 2021   | [[]]             | Atlético San Francisco |  | 0 - 3     |  | Moca FC                |
| 29 de mayo de 2021   | La Vega          | Jarabacoa FC           |  | 2 - 2     |  | Club Atlético Pantoja  |
| 29 de mayo de 2021   | Santiago         | Atlántico FC           |  | 5 - 1     |  | Atlético San Cristóbal |
| 30 de mayo de 2021   | Santo Domingo    | O&M FC                 |  | 1 - 1     |  | Cibao FC               |
| 30 de mayo de 2021   | San Cristóbal    | Delfines del Este      |  | 1 - 3     |  | Atlético Vega Real     |
| 4 de junio del 2021  | Santiago         | Cibao FC               |  | 3 - 0     |  | Atlético San Francisco |
| 5 de junio del 2021  | Moca             | Moca FC                |  | 1 - 1     |  | Atlántico FC           |
| 5 de junio del 2021  | La Vega          | Atlético Vega Real     |  | 0 - 0     |  | O&M FC                 |
| 6 de junio del 2021  | San Cristóbal    | Atlético San Cristóbal |  | 0 - 0     |  | Jarabacoa FC           |
| 21 de julio del 2021 | Santo Domingo    | Club Atlético Pantoja  |  | 3 - 0     |  | Delfines del Este      |
| 9 de junio del 2021  | Santo Domingo    | O&M FC                 |  | 1 - 0     |  | Atlético San Cristóbal |
| 9 de junio del 2021  | [[]]             | Atlético San Francisco |  | 1 - 2     |  | Jarabacoa FC           |
| 10 de junio del 2021 | Santiago         | Atlántico FC           |  | 0 - 1     |  | Club Atlético Pantoja  |
| 10 de junio del 2021 | San Cristóbal    | Delfines del Este      |  | 0 - 4     |  | Moca FC                |
| 10 de junio del 2021 | La Vega          | Atlético Vega Real     |  | 1 - 2     |  | Cibao FC               |

#### Segunda vuelta
| Fecha                | Lugar         |                        |  | Resultado |  |                        |
| -------------------- | ------------- | ---------------------- |  | --------- |  | ---------------------- |
| 12 de junio del 2021 | Santiago      | Delfines del Este      |  | 1 - 0     |  | Atlántico FC           |
| 11 de junio del 2021 | Moca          | Moca FC                |  | 0 - 0     |  | Club Atlético Pantoja  |
| 13 de junio del 2021 | Santo Domingo | O&M FC                 |  | 4 - 0     |  | Atlético San Francisco |
| 13 de junio del 2021 | La Vega       | Atlético Vega Real     |  | 1 - 3     |  | Jarabacoa FC           |
| 13 de junio del 2021 | Santiago      | Cibao FC               |  | 3 - 0     |  | Atlético San Cristobal |
| 19 de junio del 2021 | Moca          | Moca FC                |  | 0 - 1     |  | Delfines del Este      |
| 19 de junio del 2021 | San Cristóbal | Atlético San Cristóbal |  | 1 - 1     |  | O&M FC                 |
| 20 de junio del 2021 | Santo Domingo | Club Atlético Pantoja  |  | 3 - 2     |  | Atlántico FC           |
| 20 de junio del 2021 | La Vega       | Jarabacoa FC           |  | 1 - 0     |  | Atlético San Francisco |
| 20 de junio del 2021 | Santiago      | Cibao FC               |  | 1 - 0     |  | Atlético Vega Real     |
| 23 de junio del 2021 | Santiago      | Atlético San Cristóbal |  | 0 - 1     |  | Atlético Vega Real     |
| 23 de junio del 2021 | La Vega       | Jarabacoa FC           |  | 1 - 0     |  | Delfines del Este      |
| 23 de junio del 2021 | Moca          | Moca FC                |  | 0 - 4     |  | Cibao FC               |
| 23 de junio del 2021 | Santo Domingo | Club Atlético Pantoja  |  | 3 - 0     |  | Atlético San Francisco |
| 23 de junio del 2021 | Santiago      | Atlántico FC           |  | 0 - 1     |  | O&M FC                 |
| 26 de junio del 2021 | La Vega       | Atlético Vega Real     |  | 0 - 2     |  | Moca FC                |
| 26 de junio del 2021 | Santo Domingo | O&M FC                 |  | 2 - 1     |  | Jarabacoa FC           |
| 26 de junio del 2021 | [[]]          | Atlético San Francisco |  | 1 - 1     |  | Atlántico FC           |
| 27 de junio del 2021 | Santiago      | Delfines del Este      |  | 0 - 3     |  | Atlético San Cristobal |
| 27 de junio del 2021 | Santiago      | Cibao FC               |  | 0 - 0     |  | Club Atlético Pantoja  |
| 3 de julio del 2021  | Moca          | Moca FC                |  | 1 - 0     |  | Atlético San Francisco |
| 3 de julio del 2021  | La Vega       | Atlético Vega Real     |  | 3 - 2     |  | Delfines del Este      |
| 3 de julio del 2021  | Santo Domingo | Club Atlético Pantoja  |  | 5 - 0     |  | Jarabacoa FC           |
| 4 de julio del 2021  | San Cristóbal | Atlético San Cristóbal |  | 2 - 1     |  | Atlántico FC           |
| 4 de julio del 2021  | Cibao         | Cibao FC               |  | 0 - 0     |  | O&M FC                 |
| 7 de julio del 2021  | [[]]          | Atlético San Francisco |  | 1 - 0     |  | Atlético San Cristóbal |
| 7 de julio del 2021  | La Vega       | Atlético Vega Real     |  | 1 - 2     |  | Club Atlético Pantoja  |
| 7 de julio del 2021  | Santiago      | Delfines del Este      |  | 1 - 3     |  | Cibao FC               |
| 7 de julio del 2021  | Santo Domingo | O&M FC                 |  | 1 - 0     |  | Moca FC                |
| 7 de julio del 2021  | Santiago      | Atlántico FC           |  | 0 - 0     |  | Jarabacoa FC           |
| 10 de julio del 2021 | Santo Domingo | O&M FC                 |  | 1 - 3     |  | Atlético Vega Real     |
| 10 de julio del 2021 | La Vega       | Jarabacoa FC           |  | 1 - 0     |  | Atlético San Cristobal |
| 10 de julio del 2021 | [[]]          | Atlético San Francisco |  | 1 - 2     |  | Cibao FC               |
| 11 de julio del 2021 | Santiago      | Delfines del Este      |  | 1 - 7     |  | Club Atlético Pantoja  |
| 11 de julio del 2021 | Santiago      | Atlántico FC           |  | 1 - 5     |  | Moca FC                |
| 16 de julio del 2021 | Cibao         | Cibao FC               |  | 1 - 1     |  | Atlántico FC           |
| 17 de julio del 2021 | Moca          | Moca FC                |  | 1 - 0     |  | Jarabacoa FC           |
| 17 de julio del 2021 | Santo Domingo | Club Atlético Pantoja  |  | 2 - 1     |  | Atlético San Cristóbal |
| 18 de julio del 2021 | Santiago      | Delfines del Este      |  | 3 - 6     |  | O&M FC                 |
| 18 de julio del 2021 | La Vega       | Atlético Vega Real     |  | 2 - 3     |  | Atlético San Francisco |
| 22 de julio del 2021 | Santiago      | Atlántico FC           |  | 4 - 1     |  | Atlético Vega Real     |
| 24 de julio del 2021 | San Cristóbal | Atlético San Cristobal |  | 1 - 1     |  | Moca FC                |
| 24 de julio del 2021 | La Vega       | Jarabacoa FC           |  | 1 - 1     |  | Cibao FC               |
| 24 de julio del 2021 | San Francisco | Atlético San Francisco |  | 3 - 1     |  | Delfines del Este      |
| 24 de julio del 2021 | Santo Domingo | Club Atlético Pantoja  |  | 1 - 0     |  | O&M FC                 |

## Goleadores
| Jugador           | Equipo                 | Goles |
| ----------------- | ---------------------- | ----- |
| Yessy Mena        | Delfines del Este      | 3     |
| Iván Pérez        | Cibao FC               | 1     |
| Jairo Jean        | Jarabacoa FC           | 1     |
| Porky Thermidor   | Jarabacoa FC           | 1     |
| Yony Angulo       | Cibao FC               | 1     |
| Claudio Pérez     | Cibao FC               | 1     |
| Eduardo Centeno   | Delfines del Este      | 1     |
| Manaury González  | Atlético San Francisco | 1     |
| Mauro Gómez       | Atlético Vega Real     | 1     |
| José Jáquez       | Atlético Vega Real     | 1     |
| Gregory Mercado   | Atlántico FC           | 1     |
| José Castro       | Moca FC                | 1     |
| Richard Dabas     | Moca FC                | 1     |
| Robert Rosado     | Club Atlético Pantoja  | 1     |
| Arichel Hernández | O&M FC                 | 1     |
| Domingo Peralta   | O&M FC                 | 1     |

## Liguilla

### Clasificación
| Pos. | Equipo             | Pts. | PJ | G | E | P | GF | GC | Dif. | Clasificación 2022 |
| ---- | ------------------ | ---- | -- | - | - | - | -- | -- | ---- | ------------------ |
| 1    | Atlético Vega Real | 18   | 10 | 5 | 3 | 2 | 12 | 12 | 0    | Play-offs          |
| 2    | Cibao FC           | 17   | 10 | 5 | 2 | 3 | 12 | 6  | +6   | Play-offs          |
| 3    | Atlético Pantoja   | 16   | 10 | 4 | 4 | 2 | 14 | 9  | +5   | Play-offs          |
| 4    | Jarabacoa FC       | 15   | 10 | 4 | 3 | 3 | 14 | 13 | +1   | Play-offs          |
| 5    | Moca FC            | 9    | 10 | 2 | 3 | 5 | 6  | 9  | −3   |                    |
| 6    | Universidad O&M    | 7    | 10 | 2 | 1 | 7 | 10 | 19 | −9   |                    |

Actualizado a los partidos jugados el 3 de octubre de 2021.
 Fuente: Soccerway

## Tabla General
| Pos. | Equipo                 | Pts. | PJ | G  | E  | P  | GF | GC | Dif. | Clasificación 2021                       |
| ---- | ---------------------- | ---- | -- | -- | -- | -- | -- | -- | ---- | ---------------------------------------- |
| 1    | Cibao FC               | 61   | 28 | 18 | 7  | 3  | 44 | 14 | +30  | Campeón y Campeonato de Clubes de la CFU |
| 2    | Atlético Pantoja       | 50   | 28 | 14 | 8  | 6  | 48 | 26 | +22  |                                          |
| 3    | Atlético Vega Real     | 42   | 28 | 12 | 6  | 10 | 38 | 38 | 0    | Campeonato de Clubes de la CFU           |
| 4    | Jarabacoa FC           | 41   | 28 | 10 | 11 | 7  | 34 | 34 | 0    |                                          |
| 5    | Moca FC                | 38   | 28 | 10 | 8  | 10 | 32 | 22 | +10  |                                          |
| 6    | O&M FC                 | 36   | 28 | 10 | 6  | 12 | 36 | 36 | 0    |                                          |
| 7    | Delfines del Este FC   | 17   | 18 | 5  | 2  | 11 | 20 | 40 | −20  |                                          |
| 8    | Atlético San Cristóbal | 16   | 18 | 4  | 4  | 10 | 15 | 27 | −12  |                                          |
| 9    | Atlántico FC           | 14   | 18 | 3  | 5  | 10 | 22 | 26 | −4   |                                          |
| 10   | Atlético San Francisco | 10   | 18 | 3  | 1  | 14 | 15 | 41 | −26  | Último lugar                             |

Actualizado a los partidos jugados el 3 de octubre de 2021.
 Fuente: Soccerway

## Play-Offs
|  | Semifinales                                         | Semifinales                                         | Semifinales                                         | Semifinales                                         |   |                    | Final                                      | Final                                      | Final                                      | Final                                      |  |
|  | 9 y 10 de octubre (Ida) 16 y 17 de octubre (Vuelta) | 9 y 10 de octubre (Ida) 16 y 17 de octubre (Vuelta) | 9 y 10 de octubre (Ida) 16 y 17 de octubre (Vuelta) | 9 y 10 de octubre (Ida) 16 y 17 de octubre (Vuelta) |   |                    | 24 de octubre (Ida) 31 de octubre (Vuelta) | 24 de octubre (Ida) 31 de octubre (Vuelta) | 24 de octubre (Ida) 31 de octubre (Vuelta) | 24 de octubre (Ida) 31 de octubre (Vuelta) |  |
|  |                                                     |                                                     |                                                     |                                                     |   |                    |                                            |                                            |                                            |                                            |  |
|  |                                                     |                                                     |                                                     |                                                     |   |                    |                                            |                                            |                                            |                                            |  |
|  | Atlético Vega Real                                  | 1                                                   | 2                                                   | 3                                                   |   |                    |                                            |                                            |                                            |                                            |  |
|  | Atlético Vega Real                                  | 1                                                   | 2                                                   | 3                                                   |   |                    |                                            |                                            |                                            |                                            |  |
|  | Jarabacoa FC                                        | 0                                                   | 1                                                   | 1                                                   |   |                    |                                            |                                            |                                            |                                            |  |
|  | Jarabacoa FC                                        | 0                                                   | 1                                                   | 1                                                   |   | Atlético Vega Real | 1                                          | 1                                          | 2                                          |                                            |  |
|  |                                                     |                                                     |                                                     |                                                     |   | Atlético Vega Real | 1                                          | 1                                          | 2                                          |                                            |  |
|  |                                                     |                                                     | Cibao FC                                            | 1                                                   | 3 | 4                  |                                            |                                            |                                            |                                            |  |
|  | Cibao FC                                            | 0                                                   | Cibao FC                                            | 1                                                   | 3 | 4                  | 4                                          | 4                                          |                                            |                                            |  |
|  | Cibao FC                                            | 0                                                   |                                                     |                                                     |   |                    | 4                                          | 4                                          |                                            |                                            |  |
|  | Atlético Pantoja                                    | 1                                                   | 1                                                   | 2                                                   |   |                    |                                            |                                            |                                            |                                            |  |
|  | Atlético Pantoja                                    | 1                                                   | 1                                                   | 2                                                   |   |                    |                                            |                                            |                                            |                                            |  |
|  |                                                     |                                                     |                                                     |                                                     |   |                    |                                            |                                            |                                            |                                            |  |

### Semifinales

#### (1)Atlético Vega Real- (4)Cibao FC
| 9 de octubre de 2021 | Cibao FC | 4:1 (4:1) | Atlético Vega Real | Estadio Junior Mejía, Vegareal stadium |  |
|                      |          |           | José Jáquez 14'    |                                        |  |

| 17 de octubre de 2021                      | Atlético Vega Real                | 2:1 (3:5) (Global 3:5) | Cibao FC          | Estadio Olímpico de La Vega, La Vega |  |
|                                            | César Durán 24' · Mauro Gómez 53' |                        | Jairo Alegría 35' |                                      |  |
| Atlético Vega Real avanzó a la Gran Final. |                                   |                        |                   |                                      |  |

#### (2)Cibao FC- (3)Atlético Pantoja
| 10 de octubre de 2021 | Atlético Pantoja        | 1:0 (0:0) | Cibao FC | Estadio Olímpico Félix Sánchez, Santo Domingo |  |
|                       | Pedro Emil Martínez 83' |           |          |                                               |  |

| 16 de octubre de 2021            | Cibao FC                                                              | 4:1 (1:1) (Global 4:2) | Atlético Pantoja    | Estadio Cibao FC, Cibao |  |
|                                  | Julio César Murillo 21', 67' · Luis Ismael Díaz 56' · Yony Angulo 69' |                        | Juan David Díaz 17' |                         |  |
| Cibao FC avanzó a la Gran Final. |                                                                       |                        |                     |                         |  |

### Gran Final

#### Atlético Vegareal - Cibao FC
| 24 de octubre de 2021 | Cibao FC               | 1:1 (1:1) | Atlético Vega Real | Estadio Cibao FC, Cibao |  |
|                       | Charles Herold Jr. 11' |           | Járol Herrera 20'  |                         |  |

| 31 de octubre de 2021                                 | Atlético Vega Real | 1:3 (1:1, 1:3) (t. s.)(Global 2:4) | Cibao FC                                                              | Estadio Olímpico de La Vega, La Vega |  |
|                                                       | Járol Herrera 33'  |                                    | Charles Herold Jr. 26' · Jean Carlos López 108' · Carlos Ventura 113' |                                      |  |
| Cibao FC campeón de la Liga Dominicana de Fútbol 2021 |                    |                                    |                                                                       |                                      |  |

|                             |
| Cibao FC Campeón 2.° título |